# Metacanthinae
Metacanthinae es una subfamilia de chinches de la familia Berytidae. Hay alrededor de 12 géneros y 80 especies descritas en Metacanthinae.

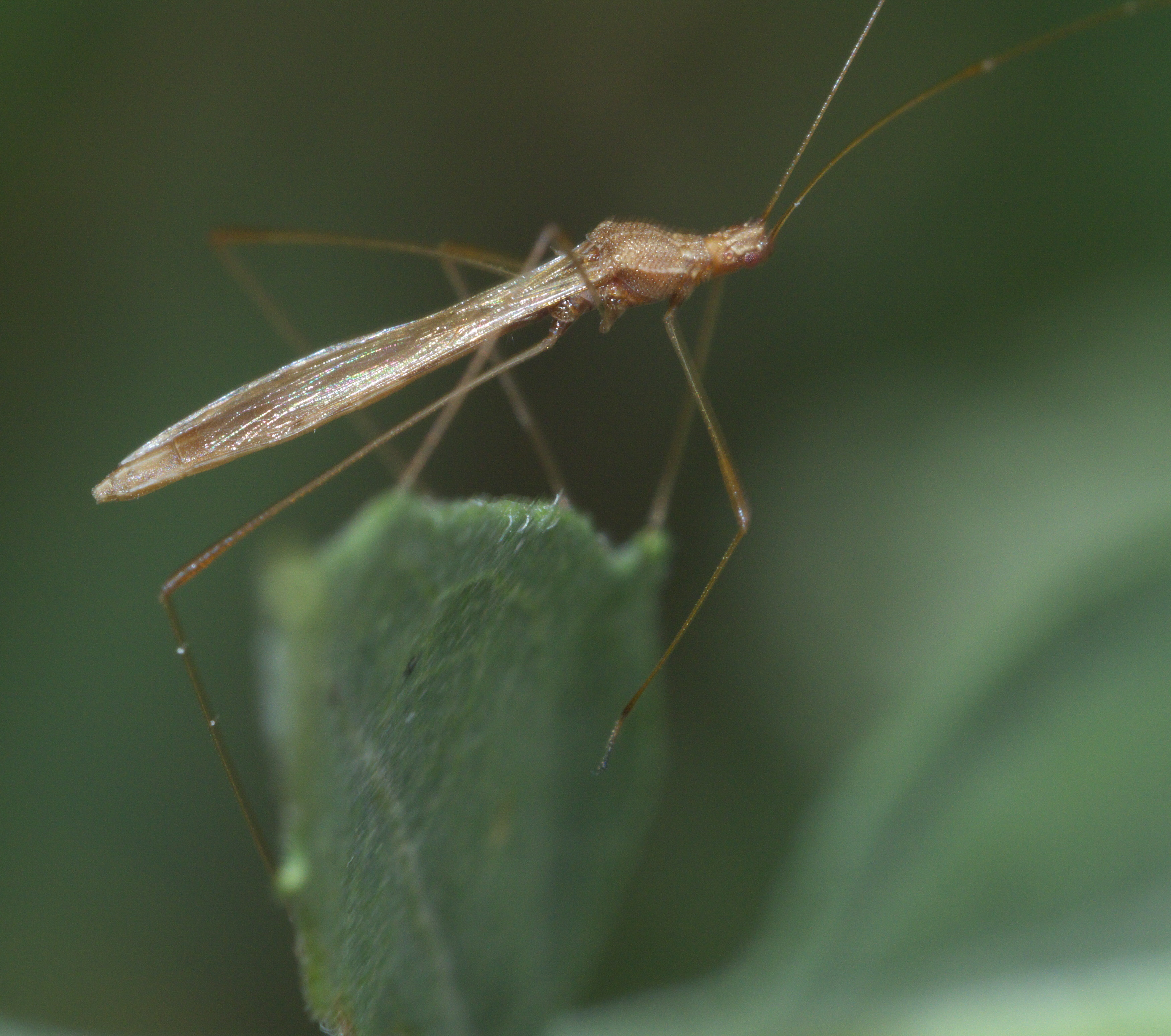

## Géneros
Estos 12 géneros pertenecen a la subfamilia Metacanthinae:
 
- Cametanthus Stusak, 1967
- Capyella Breddin, 1907
- Dimorphoberytus Stusak, 1965
- Jalysus Stal, 1862
- Metacanthus Costa, 1847
- Metatropis Fieber, 1859
- Neostusakia Kment, Henry & Frýda, 2009
- Pneustocerus Horvath, 1905
- Tirybenus Stusak, 1964
- Triconulus Horvath, 1905
- Yemma Horvath, 1905
- Yemmalysus Stusak, 1972